# سیارک ۴۰۶۶
سیارک ۴۰۶۶ (به انگلیسی: 4066 Haapavesi، نامگذاری:1940RG) چهار هزار و شصت و ششمین سیارک کشف شده‌است که در ۷ سپتامبر ۱۹۴۰ کشف شد.
قدر مطلق سیارک برابر ۱۳٫۳۰ است.